# Carna (mitológia)
Carna római mitológiai alak, a Tiberis nimfája. Örök szüzességet fogadott, ám Janus szerelmes lett belé s megerőszakolta. Kárpótlásul az ajtók sarokvasának védnökévé tette, s virágzó galagonyaágat adott neki, amellyel távol tudta tartani a házaktól a gonosz, ártó varázslatot.